# 9880 Stegosaurus
9880 Stegosaurus è un asteroide della fascia principale. Scoperto nel 1994, presenta un'orbita caratterizzata da un semiasse maggiore pari a 2,2871580 au e da un'eccentricità di 0,1116295, inclinata di 3,46517° rispetto all'eclittica.
L'asteroide è dedicato all'omonimo genere di dinosauri erbivori.